# Good People
"Good People" é uma canção de protesto do músico norte-americano Jack Johnson. A canção é a quarta faixa do álbum In Between Dreams e foi lançada como single em julho de 2005. Apesar da melodia suave e positiva a música é critica da televisão contemporânea, especialmente em relação ao excesso de conteúdo violento e seu efeito na socidade. A canção é similar a músicca "Cookie Jar" do outro álbum de Johnson, On and On, que também fala sobre o assunto mas com letras e melodia mais explicita.

## Paradas de sucesso
| Paradas                                            | Melhor posição |
| -------------------------------------------------- | -------------- |
| Países Baixos (Single Top 100)                     | 92             |
| Nova Zelândia (Recorded Music NZ)                  | 25             |
| Reino Unido (UK Singles Chart)                     | 50             |
| Estados Unidos (Billboard Adult Alternative Songs) | 1              |
| Estados Unidos (Billboard Alternative Airplay)     | 29             |